# Kim Se-jeong
Kim Sejeong (hangul: 김세정; hanja: Gim Se-jeong; nasceu em 28 de agosto de 1996), mais frequentemente creditada apenas como Sejeong (hangul: 세정), é uma cantora, compositora, dançarina e atriz sul-coreana. Ela era integrante do grupo feminino Gugudan, formado pela Jellyfish Entertainment em 2016, até o fim das atividades grupais no dia 30 de dezembro de 2020. Sejeong ficou popularmente conhecida por ser umas das onze integrantes finalistas do projeto de grupo feminino da Mnet I.O.I (2º Lugar).

## Biografia

### Início e carreira
Kim Sejeong nasceu em Jeonju, mas se mudou para Anyang, Gyeonggi, onde ela ficou com sua mãe e irmão mais velho na casa de sua tia. Seus pais se separaram quando ela era uma criança, deixando a sua mãe sozinha, ela e seu irmão, e ela já declarou anteriormente que não manteve contato com seu pai até o terceiro ano do ensino médio. Sejeong teve vários empregos a tempo parcial, sendo inclusive uma modelo de montagem. Sejeong participou Indeogwon High School e está atualmente estudando música prática na Universidade de Mulheres de Hanyang. Em 2012, Sejeong participou da segunda temporada do reality show de televisão, Star K-pop 2, com a idade de 17. Ela não fez a segunda audição do ranking do round, mas a YG a trouxe de volta com uma proposta na qual ela fez um dueto de Taeyang "I Need a Girl" com o colega concorrente Jo Yoo Min. YG lançar a ambos, agrupando Kim com os competidores Nicole Curry e Lee Soo Kyung para o casting rodada final. Infelizmente, ela não tinha sido aprovada pela YG, JYP ou SM, portanto, ela foi eliminada da competição.

## Carreira

### I.O.I e Gugudan
Em 2015, Sejeong, junto com outras trainees Nayoung e Mina, representaram a Jellyfish Entertainment no reality de sobrevivência Produce 101. Seu desempenho no show foi excepcional, levando a um rápido aumento na sua popularidade. Todos as três foram designadas para o grupo A no primeiro episódio do programa e mantiveram suas altas classificações até o final. Ela chegou a alcançar o primeiro lugar no ranking em vários episódios, provando sua popularidade. Além de seus talentos, Sejeong também mostrou sua bondade no programa, ajudando Sohye aprender a coreografia e ensinando-lhe a cantar a canção corretamente. Sejeong terminou em segundo lugar, no geral, com 525.352 votos, tornando-se uma integrante oficial do grupo feminino sul-coreano I.O.I.
Em junho Sejeong foi selecionada pela Jellyfish Entertainment, junto com Nayoung e Mina, como uma das nove integrantes do primeiro grupo feminino da agência, Gugudan, o qual promoveu desde sua criação até o dia 30 de dezembro de 2020.

### Singles Promocionais
| Ano  | Canção    | Álbum       | Duração | Outros(s) Artista(s) |
| ---- | --------- | ----------- | ------- | -------------------- |
| 2015 | "Pick Me" | Produce 101 | 04:15   | Com vários artistas  |

## Televisão

### Séries de Televisão
| 2016      | The Sound Of Your Heart | Mulher ao lado no quarto 205 (Ep.12) | Netflix / Naver TV Cast |
| 2017      | School 2017             | Ra Eun-ho                            | KBS                     |
| 2019      | I Wanna Hear Your Song  | Hong Yi-young                        | KBS2                    |
| 2020-2023 | The Uncanny Counter     | Do Ha-na                             | OCN / Netflix           |
| 2022      | Business Proposal       | Shin Ha-ri                           | SBS TV                  |